# Веджфілд (Флорида)
Веджфілд (англ. Wedgefield) — переписна місцевість (CDP) в США, в окрузі Орандж штату Флорида. Населення — 8017 осіб (2020).

## Географія
Веджфілд розташований за координатами 28°29′9″ пн. ш. 81°4′55″ зх. д. / 28.48583° пн. ш. 81.08194° зх. д. (28.485960, -81.081824).  За даними Бюро перепису населення США в 2010 році переписна місцевість мала площу 60,73 км², з яких 60,56 км² — суходіл та 0,17 км² — водойми.

## Демографія
Згідно з переписом 2010 року, у переписній місцевості мешкало 6705 осіб у 2285 домогосподарствах у складі 1918 родин. Густота населення становила 110 осіб/км².  Було 2520 помешкань (41/км²).
Расовий склад населення:
| - 74,0 % — білих - 10,8 % — чорних або афроамериканців - 5,1 % — азіатів - 0,3 % — вихідців з тихоокеанських островів - 0,3 % — корінних американців - 5,5 % — осіб інших рас |

До двох чи більше рас належало 4,0 %. Частка іспаномовних становила 25,5 % від усіх жителів.
За віковим діапазоном населення розподілялося таким чином: 25,2 % — особи молодші 18 років, 64,3 % — особи у віці 18—64 років, 10,5 % — особи у віці 65 років та старші. Медіана віку мешканця становила 39,8 року. На 100 осіб жіночої статі у переписній місцевості припадало 99,5 чоловіків;  на 100 жінок у віці від 18 років та старших — 96,6 чоловіків також старших 18 років.
Середній дохід на одне домашнє господарство  становив 77 463 долари США (медіана — 63 750), а середній дохід на одну сім'ю — 83 080 доларів (медіана — 69 432). Медіана доходів становила 42 012 долари для чоловіків та 35 913 долари для жінок. За межею бідності перебувало 12,3 % осіб, у тому числі 20,8 % дітей у віці до 18 років та 2,8 % осіб у віці 65 років та старших.
Цивільне працевлаштоване населення становило 3688 осіб. Основні галузі зайнятості: роздрібна торгівля — 16,3 %, освіта, охорона здоров'я та соціальна допомога — 16,1 %, науковці, спеціалісти, менеджери — 13,2 %.